# Frontal d'altar d'Ix
El Frontal d'altar d'Ix és un frontal d'altar romànic de fusta pintada procedent de l'església parroquial de Sant Martí de la població La Guingueta d'Ix (Alta Cerdanya). D'autor anònim, està datada en el segon quart del segle xii. Es conserva en el Museu Nacional d'Art de Catalunya de Barcelona des del 1889.

## Antecedents

La Mare de Déu de Ger

A l'art romànic, la pintura sobre taula es va utilitzar principalment als frontals i laterals d'altars, així com en baldaquins (Baldaquí de Tost), bigues (Biga de la Passió), santcrists (Majestat Batlló), o marededéus (Mare de Déu de Ger). La iconografia i composició emprada fou la mateixa o molt semblant a les pintures murals.

La Majestat Batlló

Els frontals d'altar, anomenats també antependis, es realitzaven en el cas de grans esglésies o monestirs amb materials preciosos com ara or, argent o ivori amb esmalts i pedres precioses incrustades, i en talles de fusta policromada o esculpida per a les petites esglésies rurals. Aquests frontals s'acostumaven a construir amb diverses taules de fusta unides per claus, que es cobrien amb capes de guix per, una vegada sec, dibuixar sobre seu amb ajut d'un punxó i finalment aplicar la pintura al tremp; sovint intentaven copiar l'efecte volumètric de la tècnica del repussat, amb també encastaments de pedres o aplicacions de làmines de metalls.
La composició d'aquestes taules es dividia verticalment, deixant la part central de mida superior per ésser ocupada pel Crist Majestat, la Mare de Déu o pel sant patró a qui es destinava. Els laterals podien estar reservats per a l'apostolat, com el frontal de la Seu d'Urgell, o es dividien horitzontalment, quedant l'espai per a quatre escenes com el frontal d'Avià o també en més divisions com és el cas del de l'església de Sant Martí d'Ix que presenta quatre compartiments a cada lateral del central.
Aquest tipus de frontals de fusta es van limitar durant els segles XI i xii al territori català, com un fet especial en tot el romànic europeu. S'ha establert la seva producció majoritària en tres tallers: el de la Seu d'Urgell, el de Ripoll i el de Vic.

## Procedència

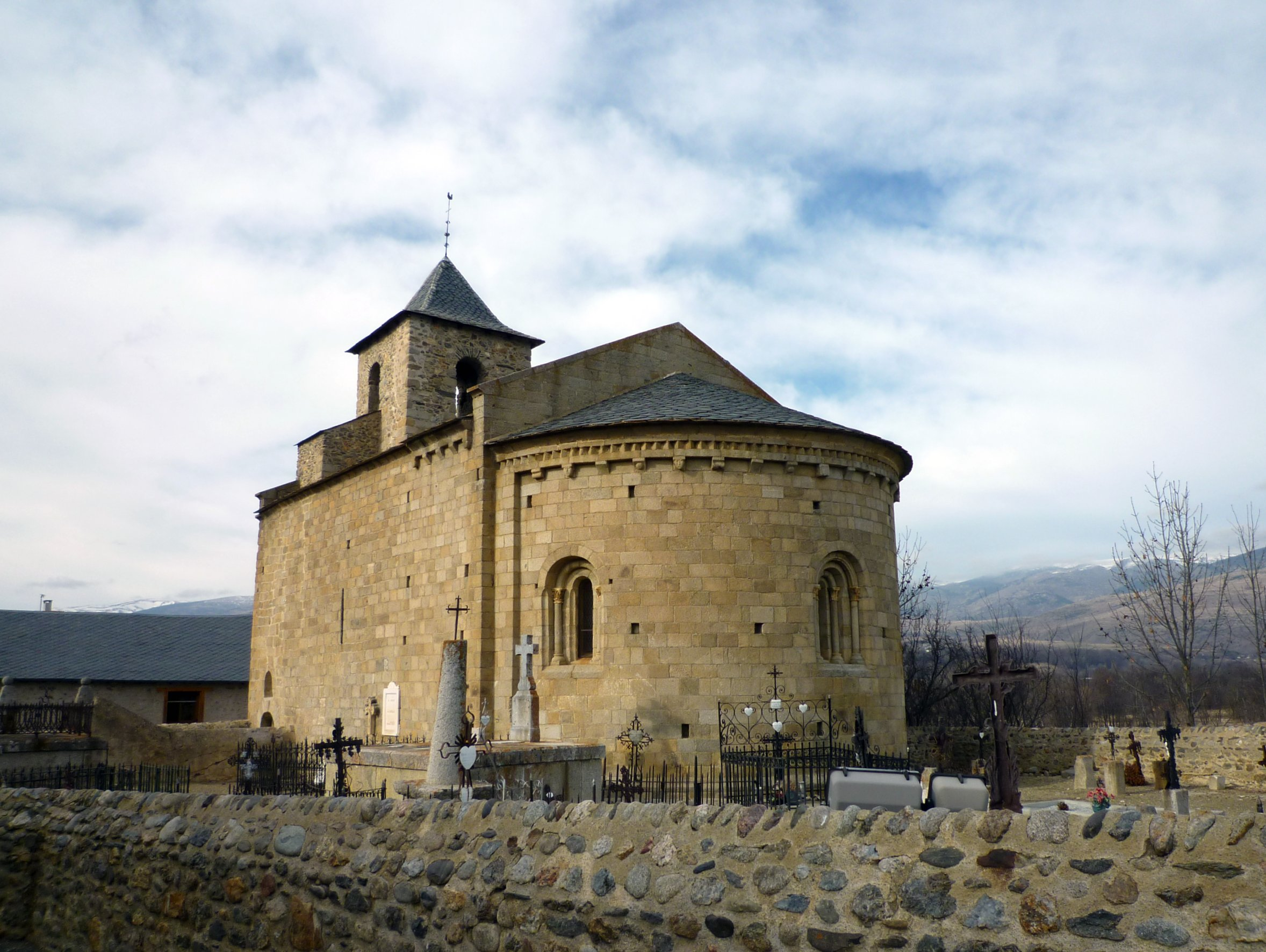
Església de Sant Martí d'Ix

Procedeix de l'església parroquial de Sant Martí d'Ix, edifici que consta d'una sola nau i un absis semicircular amb volta apuntada, a la part exterior del qual hi ha un fris amb dents de serra que descansa sobre mènsules llises i d'altres tallades, està dedicada al bisbe sant Martí de Tours. Documentada des de l'any 1063, quan es va signar un pacte entre el comte d'Urgell Ermengol III i el comte de Cerdanya Ramon Guifré a l'altar d'aquesta església.
El frontal és una de les primeres pintures romàniques que van ingressar en el Museu Municipal de Belles Arts de Barcelona l'any 1889, procedent de la col·lecció d'Eduard Bosch i Barrau. L'any 1944 es va poder saber la procedència del frontal, gràcies al parentiu que unia el col·leccionista amb l'aleshores comissari-director dels Museus d'Art de Barcelona Xavier de Salas Bosch.

## Descripció
La seva estructura permet deduir que es va realitzar com a funció per a un frontal d'altar en fusta de pi silvestre amb pintura al tremp, sobre una preparació de la taula amb guix. S'observa als quatre angles, unes peces de ferro que fan suposar que servien per a efectuar l'encaix. amb altres taules laterals desaparegudes
El frontal està dividit en tres part verticals i els dos laterals, en quatre compartiments iguals.

### Bastiment
Les quatre bandes del bastiment del frontal estan decorades amb temes diferents. A la part superior té una línia de quadrats units pels vèrtexs; a la inferior, un motiu decoratiu molt comú a l'època, anomenat fullatge; a la dreta hi ha realitzada una ornamentació vegetal de cercles enllaçats amb un contingut altern de flors i fruits. Aquestes tres bandes del marc són molt similars a les dels mateixos costats, i que les del frontal de la Seu d'Urgell. Al costat esquerre, es troben uns cercles envoltats per vegetació on, en el seu interior, es troben figures que representen lleons i àguiles. Aquest temari segurament va estar extret de teixits orientals.

### Compartiment central

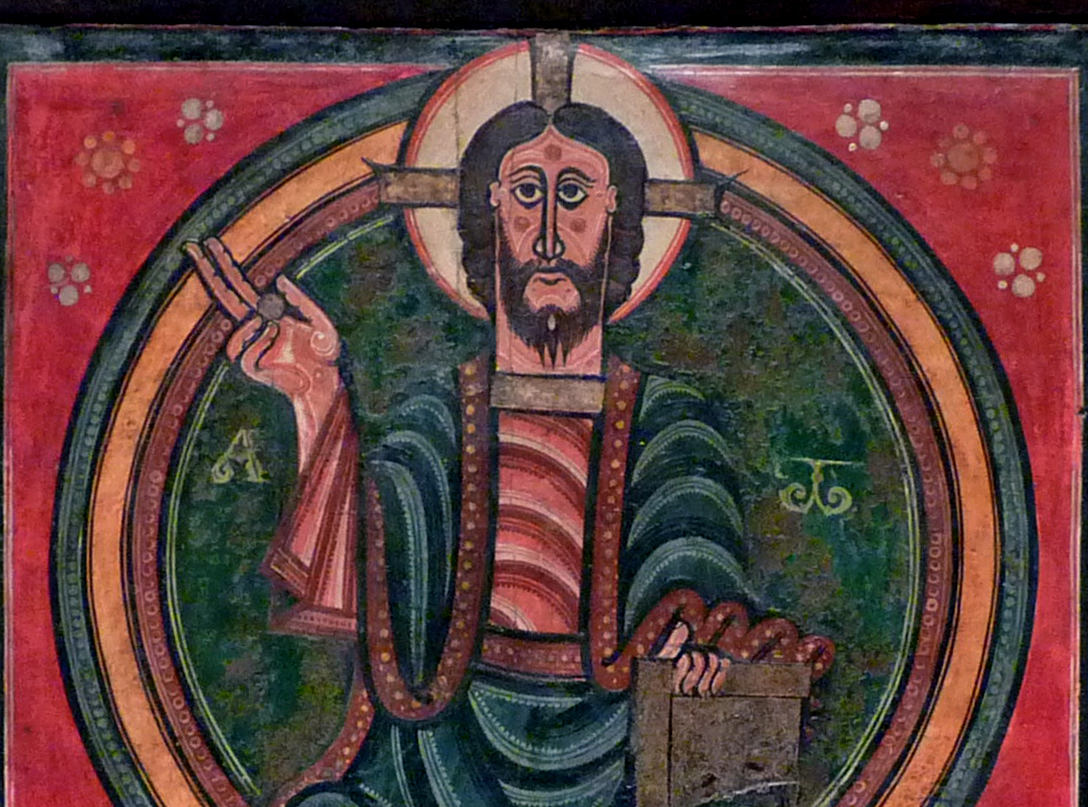
Detall de la iconografia mostrada pel Crist Majestat

L'espai central l'ocupa completament la imatge del Crist Majestat, el qual està inscrit dintre d'una màndorla formada per dos cercles secants. Aquesta tipologia es coneix amb el nom de «globus-màndorla» d'origen carolingi, i habitual en manuscrits il·lustrats amb miniatures romàniques. El Crist es troba assegut sobre el segment de la intersecció que formaria el primer cercle, amb un mantell blau sobre la túnica vermellosa, està coronat amb un nimbe crucífer que li sobresurt de l'aurèola i manté sobre el seu genoll el llibre tancat amb la mà esquerra, mentre que té aixecada la mà dreta en actitud de beneir. Alhora, sosté una petita bola o cercle, que es creu que va ser copiat d'un model probablement d'algun còdex, és també un element iconogràfic carolingi de models imperials romans que va ser adaptat a l'època medieval hispànica, i que s'identifica amb la bola del món i el seu domini terrenal.
- Crist Majestat de l'altar d'Ix
- Crist Majestat de l'altar de la Seu d'Urgell

La mateixa esfera, de vegades porta la inscripció mundus, com és el cas del Beatus de Girona o el Penó de Sant Ot. Una altra interpretació és la proposta que podria ser una representació de l'hòstia, amb relació de les disputes eucarístiques d'època carolíngia i amb la significació del frontal que havia de servir com altar per celebrar l'Eucaristia.
Dins de la màndorla, al cercle superior, es troben inscrites les lletres alfa i omega amb el seu origen apocalíptic de principi i fi del món. El fons de la taula central està policromat amb una pintura en vermell i decorat amb unes flors esquemàtiques. Aquest mateix fons, així com l'absència de la representació del tetramorf, el tipus de globus-màndorla i que en el nimbe crucífer de Crist, la creu surt del cercle, guarda una gran similitud amb el frontal de la Seu d'Urgell.

### Lateral dret
- Lateral dret del frontal d'Ix
- Plafó amb sant Martí de Tours

Aquest costat està dividit en quatre compartiments; en cadascun es representa na parella de figures. A la part superior, els primers personatges són dos apòstols, el més pròxim a Crist, identificat per una gran clau, segurament és sant Pere, la seva parella, així com la resta dels altres apòstols, no ha pogut ser identificada. En el segon quadre superior apareix la figura de sant Martí de Tours, titular de l'església, amb l'episodi més emblemàtic de la seva vida: la partició de la seva capa per donar-la a un pobre. S'hi representa el sant dret, i no com era habitual damunt d'un cavall; és també fora de l'habitual que el pobre estigui ben vestit i que porti per damunt de la seva espatlla una cadena lligada a un pal, com si es tractés d'un captiu. Aquesta tradició hagiogràfica no és normal aplicar-la a sant Martí, encara que sí a altres sants. És possible que sigui una interpretació que uneix diferents episodis, com es pot veure a l'associació de la caritat de sant Martí amb la visió de Crist com succeeix al frontal d'altar de Gia. Segons Milagros Guardia: Aquesta unió genera de vegades una certa confusió de lectura, però no podem explicar-ho de la mateixa manera per a l'escena que ens ocupa o, en qualsevol cas, no identifiquem un possible episodi apòcrif de la vida del sant que justifiqui la figura del captiu.
Als dos quadres de la part inferior es troba una parella d'apòstols en cadascun, amb un llibre o papirs que sostenen a la mà. Tots apareixen amb aurèoles envolten els seus caps. La pintura del fons és de color ataronjat la més pròxima a la taula central del Maiestas Domini i en color vermellós la més a prop de la vora del frontal, el color dels nimbes són els mateixos tons, però oposats al fons general perquè no hi hagi confusió.

### Lateral esquerre

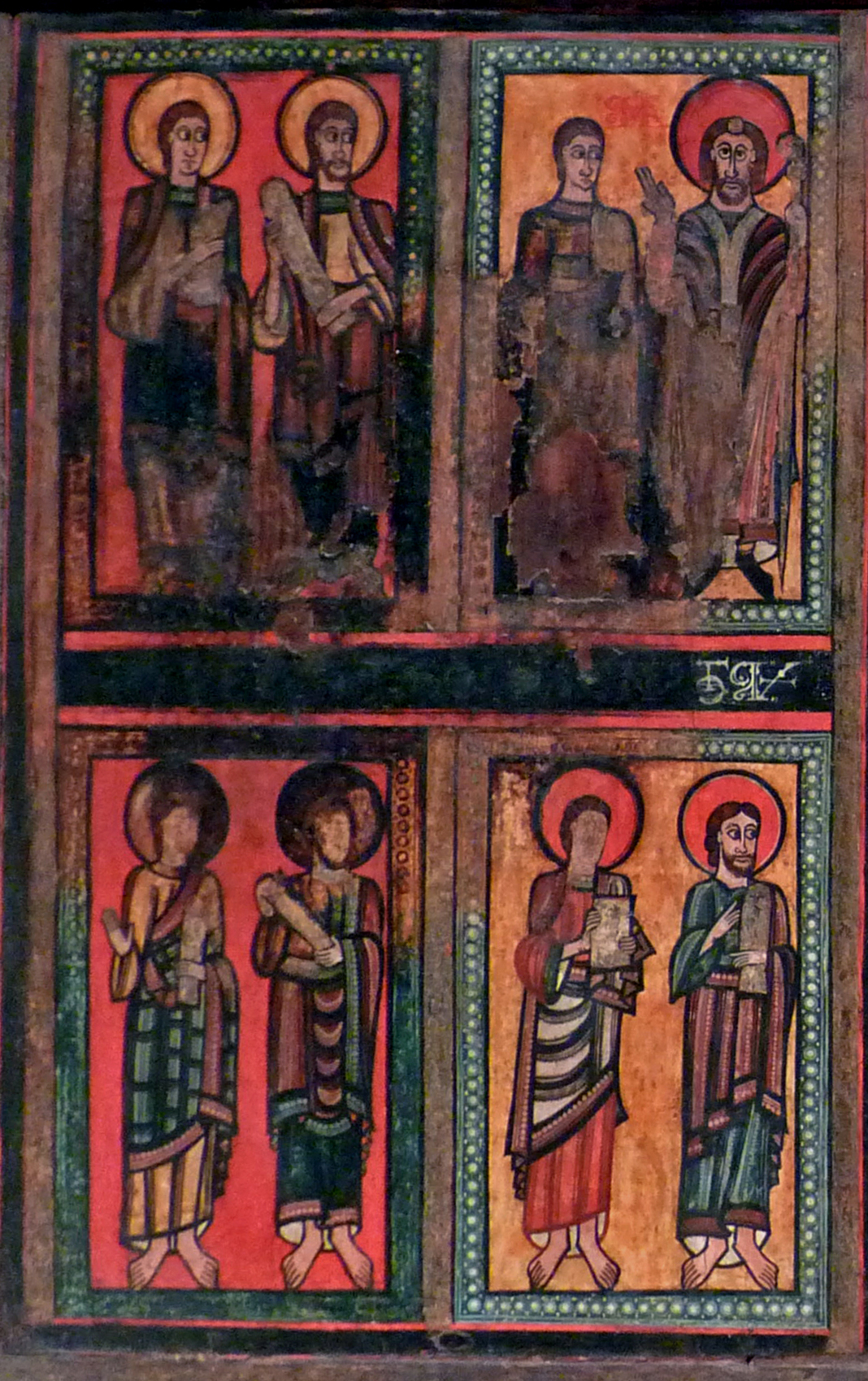
Lateral esquerre del frontal d'Ix

En aquest lateral, en el compartiment superior més proper al central es troba la figura frontal de sant Martí, identificat per una inscripció (M(artinus), amb els atributs propis de bisbe, com el bàcul pastoral a la mà esquerra i en actitud de beneir amb l'altra mà. Es troba acompanyat per un altre personatge no identificat, segurament algun deixeble. Aquesta part està força degradada, així com la següent quadrícula, que mostra dos apòstols, la part inferior dels quals també es troba espatllada potser per haver sofert algun incendi.
Als dos compartiments inferiors es troben les imatges dels altres quatre apòstols, també a cadascun una parella. Els colors del fons i de les aurèoles són iguals que a la part lateral dreta.
El llistó horitzontal que separa els quatre compartiments laterals conté una inscripció, la part primera de la qual està perduda a causa del foc que va afectar aquesta part del frontal. La seva lectura va ser efectuada per Antonio Muñoz i publicada el 1907, d'altres autors posteriors l'han corroborada o han proposat lleugeres variacions. La grafia ha estat datada de mitjan segle xii.
| « | SOL ET LUX SANCTORUM MANEO IN PRECLARA HONORUM. | » |

## Anàlisi
S'aprecia al frontal d'Ix un tractament de les línies molt geometritzant, molt més clar a les vestidures dels personatges dels compartiments laterals. Encara que d'autor anònim, es creu que podria pertànyer a l'anomenat taller de la Seu d'Urgell, per la seva gran semblança en la iconografia i en l'estil amb el Frontal de la Seu. També s'ha comentat la vinculació possible dels dos frontals amb manuscrits il·luminats, com el del tercer mestre de la Bíblia de Rodes, o amb produccions dels scriptoria catalans de Ripoll. Es ressalta en els estudis portats a terme, que els motius decoratius del bastiment dels frontals d'Ix i d'Urgell es troben també en l'escultura del monestir de Ripoll.